# Jan Magne Førde
Jan Magne Førde (født 2. februar 1962) er fra Langevåg i Sula kommune og er trompetist og komponist. Han er mest kendt for at være en del af The Brazz Brothers, hvor han spiller trompet og flygelhorn. Han har også spillet i Orleysa og Bodega Band
Jan Magne Førde er bror til Jarle og Helge Førde
Førde er uddannet ved Musikonservatoriet i Trondheim i Norge (nu Institutt for musikk ved NTNU) og i København, og er i dag en af de mest spænnende jazztrompetister i Skandinavien. Han arbejder specielt med norsk folkemusik i moderne stil og hans bidrag til norsk musik inden jazz og rock viser en genuin kvalitet. Hans kompositioner for større og mindre brassensembler er ofte fremført over hele Skandinavien.
I 1996 udkom hans solodebut, Enough of that jazz.